# Agrupación Antisecuestros Aéreos
La Agrupación Anti-Secuestros de Aeronaves (A.S.A) de la Fuerza Aérea de Chile es un grupo de elite que tiene como función principal el guardar e intervenir si fuese necesario cualquier tipo de secuestro aéreo en territorio chileno.

## Organización
El grupo está compuesto por Fuerzas Especiales de Aviación, quienes se especializan en técnicas de antiterrorismo aeronáutico e inteligencia.
Su principal cuartel se ubica en el Grupo de Aviación Nº10 en el Aeropuerto Internacional Arturo Merino Benítez, en la ciudad de Santiago.
Dentro de sus logros destacados se encuentra el desbaratamiento del secuestro del Vuelo 87 de LAN Chile en el Aeropuerto Internacional Cerro Moreno en la ciudad de Antofagasta. 